# Shining
Shining — шведський блек-метал гурт. Колектив позиціонує свій стиль як депресивний БМ. Музика Shining поєднує елементи дум-металу, блек-металу, прогресив-металу та ембіенту. Лірика присвячена висвітленню таких тем, як пропаганда самовбивства, наркотиків та ін. Гурт не вважає свою музику блек-металом, та замість класичного скріму використовує гроул і чистий вокал. Назва гурту ніяк не зв'язана з одноіменною книгою та фільмом, як пояснює фронтмен колективу, Shining означає «шлях просвітлення».

## Історія
Гурт заснував Ніклас Кварфорт 1996-го року у Хальмстаді, коли йому було дванацять років. Разом з ударником Тедом Венебрантом та вокалістом Робертом Квафорт записує та видає перший ЕР «Submit To Selfdestruction» (1998) на власному лейблі Selbsmord Services. Кварфорд записав дві гітари та бас самотужки, однак з часом став вокалістом. Запис розійшовся тиражем в 300 пронумерованих вручну копій. До 2000 року гурт покидає Роберт, а вокальні партії виконує Ніклас. Гурт записує дебютний альбом того ж року під назвою «I — Within Deep Dark Chambers». Усі наступні студійні альбоми також пронумеровані римськими цифрами.
Вокал Ніклас розділяє з новоприбулим Андреасом Классеном, який відомий участю у Bethlehem та Paragon Belial.
У 2001 році колектив видає другий студійний альбом «II — Livets Ändhållplats». Після запису знову змінюється склад гурту — ударника Ведебранта замінює Хеллхаммер (Mayhem, Dimmu Borgir, Arcturus), а басистом став сам Кварфорт. У повному остаточному складі колектив підписує контракт з Avantgarde Music та видає свій третій альбом укінці 2002 року «III — Angst, Självdestruktivitetens Emissarie».
У вересні 2003 року Shining — Кварфорт, гітарист John Doe, басист Phil A. Cirone і барабанщик Acerbus вирушили в спільне європейське турне з Urgehal і Bloodline. Але після автомобільної аварії двоє останніх пішли з групи, концерти були скасовані. Бас-гітарист незабаром знову приєднався до Shining, а студійним ударником залишався Хеллхаммер.
В 2004 році вийшли дві збірки — Through Years of Oppression і The Darkroom Sessions (на нього увійшли репетиційні записи). Після запису альбому IV — The Eerie Cold (виданий на Avantgarde Music в 2005 році) Кварфорт оголосив про призупинення діяльності групи і лейблу Selbstmord Services.

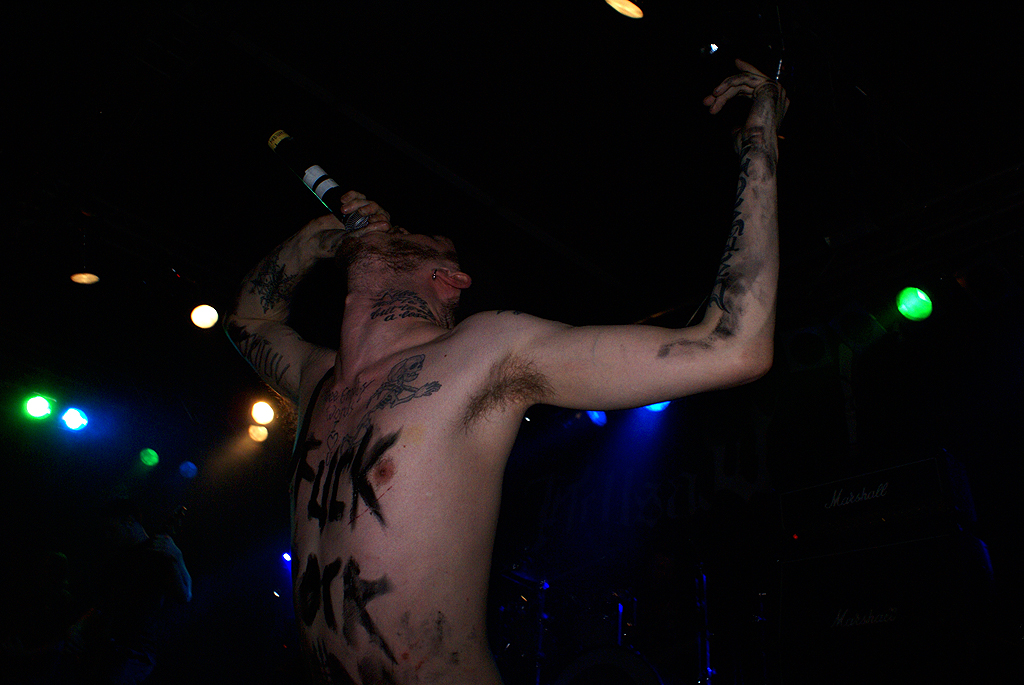
Ніклас Кварфорт

У липні 2006 року поширилися чутки про зникнення Кварфорта, які згодом були підтверджені на офіційній сторінці гурту. У повіомленні йшлося про те, що Ніклас, можливо, покінчив життя самогубством через депресію. За його заповітом, вокалістом Shining мав стати Ghoul.
Однак у лютому 2007 року колектив знову повертається на сцену Хальмстада (Швеція), в планах гурту був запис DVD 'Fy Fan För Livet!'. На сцені з'являється раніше заявлений вокаліст Ghoul, який виявився самим Кварфортом. Під час концерту глядачам роздавали леза, а сам вокаліст влаштовував бійки з іншими учасниками колективу. Найгучнішою подією цього концерту стало те, що один з фанів колективу доторкнувся до промежини Кварфорта, за що Ніклас вдарив п'яного шведа у груди.
Басист Халландер покинув Shining відразу після концерту.
Потім група випустила свій п'ятий альбом з гітарисами Фредеріком Гребю та Петером Хуссом, який спочатку був названий V / Besvikelsens Dystra Monotoni, але пізніше був змінений на V / Halmstad, посилаючись на рідне місто Кварфорта.
У липні 2008 року Shining збиралися видати на лейблі Osmose Productions альбом «VI — Klagopsalmer'. Але цього не сталося через участь Кварфорта в групі Livsnekad.
У червні 2009 на лейблі Osmose Productions вийшов альбом „VI — Klagopsalmer“. Shining підписали з Indie Recordings контракт на два альбоми і концертний DVD. У травні 2011 року вийшов останній повноформатний альбом групи VII — Född Förlorare. На пісню Förtvivlan, Min Arvedel був знятий перший в історії групи відеокліп. У червні 2011 року був випущений сингл Förtvivlan, Min Arvedel, який став „золотим“ в Швеції.
2013 року гурт записує альбом-збірник 8½ — Feberdrömmar I Vaket Tillstånd, в який увійшли перезаписані треки з різними вокалістами — Famine (Peste Noire), Attila Csihar (Mayhem), Pehr Larsson (Alfahanne), Gaahl (God Seed, екс-Gorgoroth), і Maniac (Skitliv, екс-Mayhem).
9-й альбом під назвою IX — Everyone, Everything, Everywhere, Ends виданий 21 квітня 2015 року. 10 січня 2018 року було видано десятий альбом X-Varg utan flock.

## Музика та світогляд
Як стверджує лідер гурту Ніклас Кварфорт, Shining має непряме відношення до стилю блек-метал, сам учасник гурту більш прихильний до напрямку суїцидал/депресив. У музичному плані звучання групи з часом змінилося від блек-металу з елементами думу до більш експериментального екстремального металу з активним використанням „чистого“ гітарного звуку, гітарних соло, різних видів вокалу, досить часто — зі змінами ритму під час композицій і тривалими (за часом звучання) піснями.

У багатьох інтерв'ю Ніклас говорить, що він мало слухає блек-метал (окрім раннього Burzum, Strid, Manes), а його фаворитами в музичному плані є Bethelem, Coldplay, Dido Muse та інші. Як пояснює Кварфорд:
У 1996 році я назвав свій стиль „Suicidal Black Metal“, щоб відрізнити себе від посередніх черв'яків на сцені. Однак я припинив використовувати цей термін в 2001 році, і я помітив, що сотні безглуздих груп використовують цей термін з цього моменту; Я ніколи не хотів створювати піджанр, в якому ідіоти висловлюють свою жалість до себе і використовують свою музику як форму терапії; це зовсім не так! Мій намір полягав в тому, щоб використовувати музику як зброю проти слухача, насильно годувати його саморуйнівними і суїцидальними ідеалами, сподіваючись створити хвилю незахищеності, сумних дітей».
Окрім цього учасники гурту не приховують, що вони схиляють своєю музикою до суїциду. Ніклас коментує:
Звичайно, ми підтримуємо самогубство, SHINING підтримує все, що негативно в цьому світі. У нас було кілька випадків в минулому з людьми, які покінчили з собою під впливом або частково під впливом нашої роботи, і, звичайно ж, це справжнє благословення, але ми молимося за збільшення кількості загиблих.

## Склад гурту

### Учасники
- Niklas Kvarforth (aka «Ghoul») — вокал, гітари, клавішні (з 1996 по сьогодні)
- Peter Huss — соло и ритм-гітара (з 2005 по сьогодні)
- Marcus Hammarström — бас-гітара (з 2016 по сьогодні)
- Jarle «Uruz» Byberg — барабани (з 2016 по сьогодні)

### Колишні учасники

#### Вокалісти
- Andreas Classen (2000, вокал в Within Deep Dark Chambers)
- Robert (1998, вокал в Selfdestruction)

#### Гітаристи
- Håkan «Inisis» Ollars (2002)
- John Doe (2005—2006)
- Casado (2005—2006)
- Fredric «Wredhe» Gråby — ритм і гітара (2006—2011)
- Euge Valovirta — ритм-гітара, бек-вокал (2012—2017)

#### Бас-гітаристи
- Tusk (2000—2001)
- Johan Hallander (2005—2007)
- Phil A. Cirone (2001—2005, 2007—2008)
- Andreas Larssen (2008—2010)
- Christian Larsson (2010—2016)

#### Барабани
- Ted «Impaler» Wedebrand (1998—2001)
- Jan Axel «Hellhammer» Blomberg (2001—2004)
- Jarle «Uruz» Byberg (2007—2008)
- Rickard «Rille» Schill (2008—2010)
- Ludwig Witt (2005—2007, 2011—2012)
- Rainer Tuomikanto (2012—2016)

### Клавішні
- Lars Fredrik Frøislie (2009—2013)

## Дискографія

### Студійні альбоми
- 2000 — I: Within Deep Dark Chambers
- 2001 — II: Livets ändhållplats
- 2002 — III: Angst, självdestruktivitetens emissarie
- 2005 — IV: The Eerie Cold
- 2007 — V: Halmstad
- 2009 — VI: Klagopsalmer
- 2011 — VII: Född förlorare
- 2012 — Redefining Darkness
- 2015 — IX — Everyone, Everything, Everywhere, Ends
- 2018 — X - Varg utan flock

### EP та компіляції
- 1998 — Submit to Selfdestruction (EP)
- 2004 — Dolorian/Shining (спліт з Dolorian)
- 2004 — Through Years of Oppression (компіляція)
- 2004 — The Darkroom Sessions (компіляція)
- 2008 — Shining/Den Saakaldte (спліт з Den Saakaldte)
- 2012 — Lots of Girls Gonna Get Hurt (EP)
- 2013 — 8 ½ — Feberdrömmar i vaket tillstånd (компіляція)
- 2013 — In the Eerie Cold Where All the Witches Dance (спліт з Mortuary Drape)

### Сингли
- 2011 — «Förtvivlan, min arvedel»

### Кліпи
- 2011 — «Förtvivlan, min arvedel»
- 2012 — «Tillsammans är vi allt»